# Sweet Baby (Scandal)
Sweet Baby é o primeiro episódio da série americana Scandal, que foi ao ar em 5 de abril de 2012 na American Broadcasting Company e na emissora canadense Citytv. O episódio foi dirigido por Paul McGuigan e escrito por Shonda Rhimes.

## Sinopse
Uma ex-diretora de comunicações da Casa Branca abre uma empresa de gerenciamento de crise em Washington. Na abertura, a recém-contratada Quinn Perkins é amedrontada por sua nova chefe, cujo ex-patrão – o presidente – é um cliente. Ele é acusado de ter um caso.

## Recepção

### Audiência
O episódio obteve uma audiência considerada mediana. De acordo com o Nielsen Ratings, foi assistido por 7,33 milhões de pessoas e recebeu uma quota de 2,0/6 no perfil demográfico de telespectadores entre os 18 aos 49 anos de idade. A emissora voltou a reapresentar o episódio em 9 de abril de 2012, cerca de 4 dias após sua estreia original, coseguindo 6,74 milhões de espectadores e 1.3 na demo.
Apesar da respeitável audiência, Scandal foi a série que mais conseguiu reter a audiência de Grey's Anatomy nos últimos três anos, pois 91% das pessoas que assistiam à série médica continuaram no canal. Além disso, a marca de retenção de Scandal é a maior de todos os tempos para um episódio que não seja crossover.
Mais tarde, a ABC divulgou uma nota de imprensa dizendo que "Scandal dobrou a sua concorrência dramática caloura, liderando Awake da NBC com 196% e 133% a mais, no total de espectadores e na demo 18-49, respectivamente". A emissora também ressaltou que liderou o horário na demografia de mulheres entre 18 e 49 anos, "derrotando The Mentalist em 11%".